# Rodolphe Ramanantsoa
Rodolphe Ramanantsoa, mort en août 2016 à Mahajanga, est un homme politique malgache. Il occupait le poste de Ministre de l’Énergie et des hydrocarbures sous le gouvernement Mahafaly depuis avril 2016.

## Biographie
Rodolphe Ramanantsoa a occupé de 2009 à 2011 le poste de ministre de l’Énergie, sous le gouvernement Roindefo Monja, et ensuite sous le gouvernement Camille Vital. Il occupait également, sous le régime de Marc Ravalomanana, le poste de directeur général de l’Énergie, au sein du ministère de l’Énergie et des mines du gouvernement Rabemananjara .
La cause de sa mort le 20 aout 2016 n'est pas connue, certains parlent d'une hypertension artérielle et d'autres sources indiquent qu’il a été victime d'une intoxication alimentaire,.
En septembre 2014, mis en cause pour fait de corruption, il a fait l'objet d'une enquête par le bureau indépendant anticorruption .